# Buddelundia
Buddelundia is een geslacht van pissebedden uit de familie Armadillidae. Het is voor het eerst wetenschappelijk beschreven in 1912 door Wilhelm Michaelsen.

## Soorten
- Buddelundia albinogrisescens Wahrberg, 1922
- Buddelundia albomaculata (Budde-Lund, 1912)
- Buddelundia albomarginata Wahrberg, 1922
- Buddelundia binotata (Budde-Lund, 1912)
- Buddelundia bipartita (Budde-Lund, 1912)
- Buddelundia brevicauda (Dollfus, 1898)
- Buddelundia bulbosa Wahrberg, 1922
- Buddelundia callosa (Budde-Lund, 1912)
- Buddelundia cinerascens (Budde-Lund, 1912)
- Buddelundia eberhardi Taiti, 2014
- Buddelundia frontosa (Budde-Lund, 1912)
- Buddelundia grisea Dalens, 1992
- Buddelundia hirsuta Dalens, 1992
- Buddelundia humphreysi Dalens, 1992
- Buddelundia inequalis (Budde-Lund, 1912)
- Buddelundia labiata (Budde-Lund, 1912)
- Buddelundia laevigata (Budde-Lund, 1912)
- Buddelundia lateralis (Budde-Lund, 1913)
- Buddelundia monticola (Budde-Lund, 1912)
- Buddelundia nigripes (Budde-Lund, 1912)
- Buddelundia nitidissima (Budde-Lund, 1912)
- Buddelundia opaca (Budde-Lund, 1912)
- Buddelundia quadritracheata (Budde-Lund, 1913)
- Buddelundia rugifrons (Budde-Lund, 1912)
- Buddelundia subinermis (Budde-Lund, 1912)
- Buddelundia sulcata (Budde-Lund, 1912)
- Buddelundia tomentosa (Budde-Lund, 1912)
- Buddelundia zebricolor Dalens, 1992